# Love for the Streets
Love for the Streets è il terzo album del gruppo musicale rock svedese Caesars, pubblicato dall'etichetta discografica Virgin nel 2002.
Da esso è stato tratto il loro singolo più conosciuto, Jerk It Out.

## Tracce
1. Over 'fore it Started - 2:50
2. Candy Kane - 2:36
3. Mine All of the Time - 2:04
4. Let My Freak Flag Fly - 2:35
5. Cheap Glue - 2:22
6. Jerk It Out - 3:14
7. Burn the City Down - 4:09
8. Do-Nothing - 2:06
9. I Gun for You, Part II - 0:55
10. Fifteen Minutes Too Late - 1:53
11. She Don't Mind - 2:10
12. I Gun for You - 3:39
13. Black Heart - 1:28
14. Thousand-Mile-Stare - 1:41